# Archelaos (generál)
Archelaos (žil v 2. a 1. století př. n. l.) byl generálem krále Mithridata Eupatora z Pontu v první mithridatské válce. V roce 87 př. n. l. byl poslán s velkou armádou do Řecka, kde se mu podařilo dobýt Pireus. Zde byl obklíčen Luciem Corneliem Sullou, načež se stáhl do Bojótie, kde byl definitivně poražen v bitvě u Chaironeie. Archelaos dostal od Mithridata posily, ale byl znovu poražen v bitvě u Orchomena (85 př. n. l.). Nakonec Archelaos dezertoval k Římanům, kterým pomáhal ve třetí mithridatské válce.